# Impacto
 (mars 2018).
Si vous disposez d'ouvrages ou d'articles de référence ou si vous connaissez des sites web de qualité traitant du thème abordé ici, merci de compléter l'article en donnant les références utiles à sa vérifiabilité et en les liant à la section « Notes et références ».
Impacto est le premier single de l'acteur de reggaeton portoricain Daddy Yankee, extrait de son cinquième album studio El cartel: The Big Boss. 
Il a été publié le 12 avril 2007 par El Cartel Records. Impacto a été nommé pour la chanson de l'année au Premios Lo Nuestro 2008. La chanteuse américaine Fergie s'est associée au remix officiel.

## Versions
La chanson a été produite par Scott Storch et le producteur de reggaeton Tainy. Il y a aussi un remix mettant en vedette Fergie, qui est également présenté dans le même album et comporte des paroles plus spanglish que la version originale. En outre, la chanson est présentée dans le jeu Madden NFL 08, le jeu Rockstar Grand Theft Auto IV et le jeu de Harmonix Music Systems Dance Central 2. Daddy Yankee a fait un autre remix de Impacto mettant en vedette le groupe reggaeton Casa de Leones.

## Listes des chansons et formats
US CD promo
- Impacto (Album Version)
- Impacto (Instrumental Version)
- Impacto (Clean Remix) (featuring Fergie)
- Impacto (Dirty Remix) (featuring Fergie)

US CD single
- Impacto (Album Version)
- Impacto (Remix) (featuring Fergie)

(B-side)
- Impacto (music vidéo)